# Vinnenberger Gnadenbild

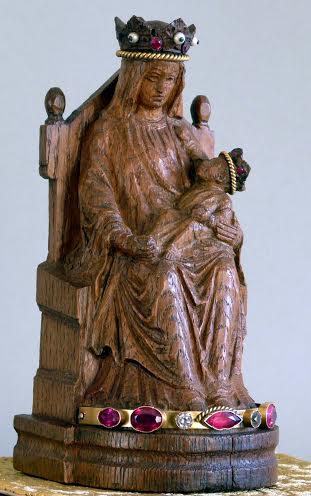
Das Gnadenbild von Vinnenberg

Das Vinnenberger Gnadenbild, oder auch die Mutter Gottes vom Himmelreich ist eine Thronende Madonna. Es ist der Mittelpunkt der Wallfahrtskirche des  Klosters Vinnenberg in Milte, im Kreis Warendorf in (Nordrhein-Westfalen). Sie stellt eine über Jahrhunderte gewachsene Wallfahrtstradition dar, mit sehr vielen zeitgeschichtlichen Brüchen.

## Legende
Der Legende nach soll das Gnadenbild aus dem Baumstamm geschnitzt sein, auf dem die Gottesmutter und der hl. Johannes nach der Vermessung des Hofes gesessen hatten. Bernhard von Vinnenberg ließ vier Plastiken anfertigen: drei Bildnisse der Mutter Gottes und eines der hl. Anna. Das kleinste der damals geschaffenen Marienbilder wurde das Vinnenberger Gnadenbild: die „Mutter Gottes vom Himmelreich“.

## Beschreibung

### Das alte Gnadenbild
Das alte Gnadenbild stammte aus dem Mittelalter. Diese Darstellung der byzantinischen Madonna kam ursprünglich aus dem Byzantinischen Reich und wurde erst im 13. Jahrhundert im Westen bekannt. Sie erinnert in der Ausführung an das Gnadenbild in St. Mariä Geburt in Eggerode. Der Kopf muss vermutlich in der Zeit der Auflösung des Klosters Vinnenberg beschädigt worden sein und wurde im 19. Jahrhundert ersetzt. Sowohl Maria als auch dem Jesuskind wurden Kronen aufgesetzt.

„Das Gnadenbild, Eichenholz, Höhe ohne Sockel 17 cm. Maria, in straff aufgerichteter Haltung, hält auf ihrem Schoße das liegende Jesuskind, das zu ihr emporschaut. Sie trägt ein langes Untergewand und faltenreichen Mantel. Der Kopf der Gottesmutter ist neu und entspricht nicht dem Charakter des Bildwerkes. Der echte Kopf befindet sich noch in der Höhlung des Bildes hinter der neuen Rückwand verwahrt. Er ist in der Gesichtspartie noch gut erhalten, nur der Hinterkopf ist verloren. Das Original zeigt die feierliche Haltung der Himmelskönigin, wie sie dem Charakter der Spätromantik entspricht. Neu sind ferner an dem Bild die Rückwand des Thrones, der Sockel und die Bemalung. Zweite Hälfte des 13. Jahrhunderts.“

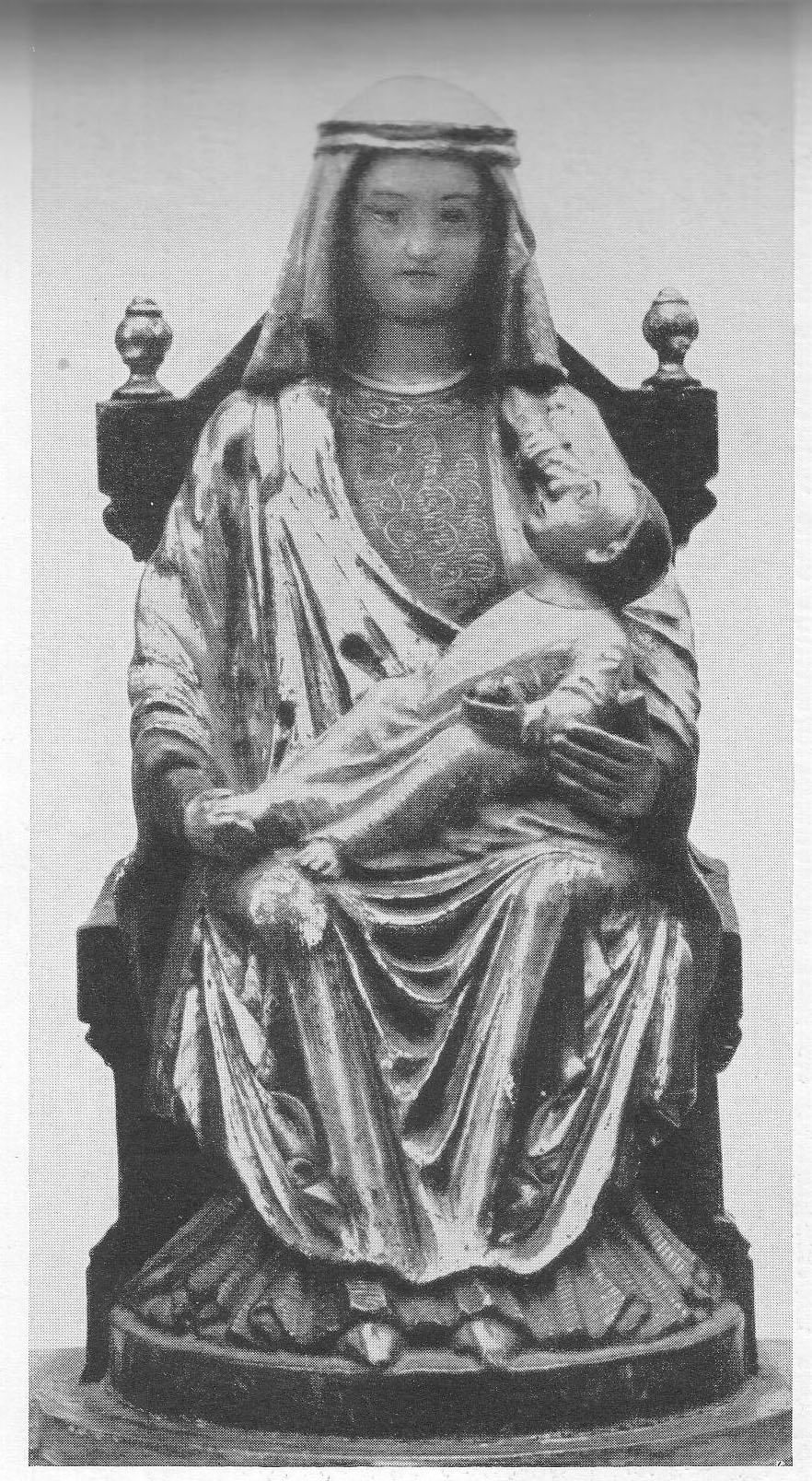
Das verlorene Gnadenbild (1928): Mutter Gottes vom Himmelreich
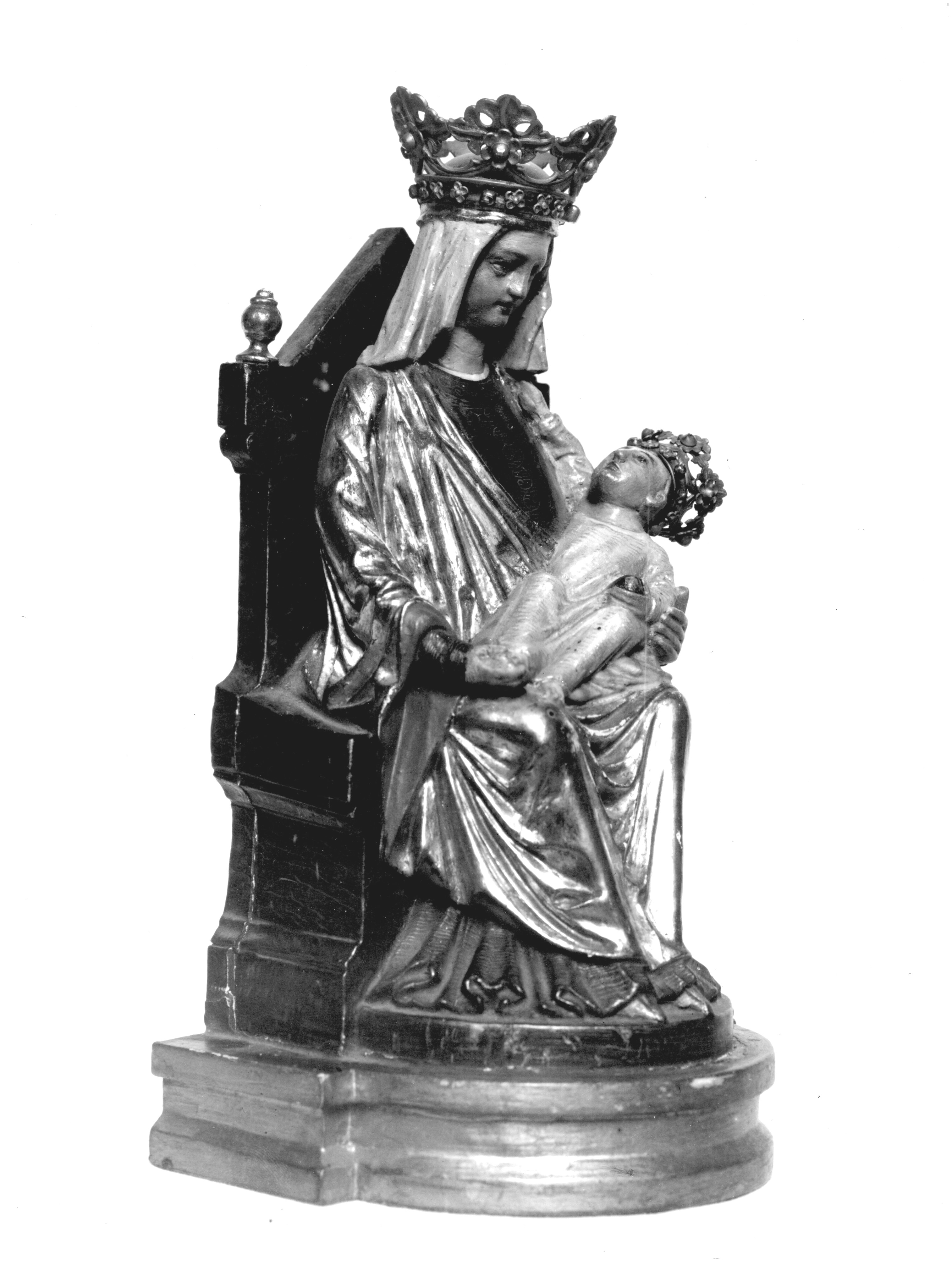
Das verlorene Gnadenbild (1930) mit Schmuck einer Himmelskönigin

### Das neue Gnadenbild
Das neue Gnadenbild ist ebenfalls aus Eichenholz gefertigt und 17 cm hoch. Jedoch wurden den beiden Figuren die Kronen jeweils auf geschnitzt. Der Faltenwurf des Rockes ist nicht so üppig und filigran wie beim alten Gnadenbild. Das Jesuskind wiegt sich nun tiefer in den Schoß seiner Mutter. Auch wurden die Kronen mit Gold, Perlen und Granaten geschmückt. Am unteren Sockelsaum befindet sich nun ein Band aus Granaten und Diamanten. Die Figur ist keine identische Nachbildung, sondern ein zeitgemäßes Nachempfinden des mittelalterlichen Bildwerks. Als solches ist es von der klaren und nüchternen Struktur der Nachkriegszeit geprägt. Auf eine Bemalung, wie beim alten Gnadenbild, wurde bewusst verzichtet.

„Das Einfache, Bodenständige und Klare passt zur westfälischen Seele. Nicht selten finden die Menschen die Abbildung in der Kirche nicht, weil sie so bescheiden anmutet.“

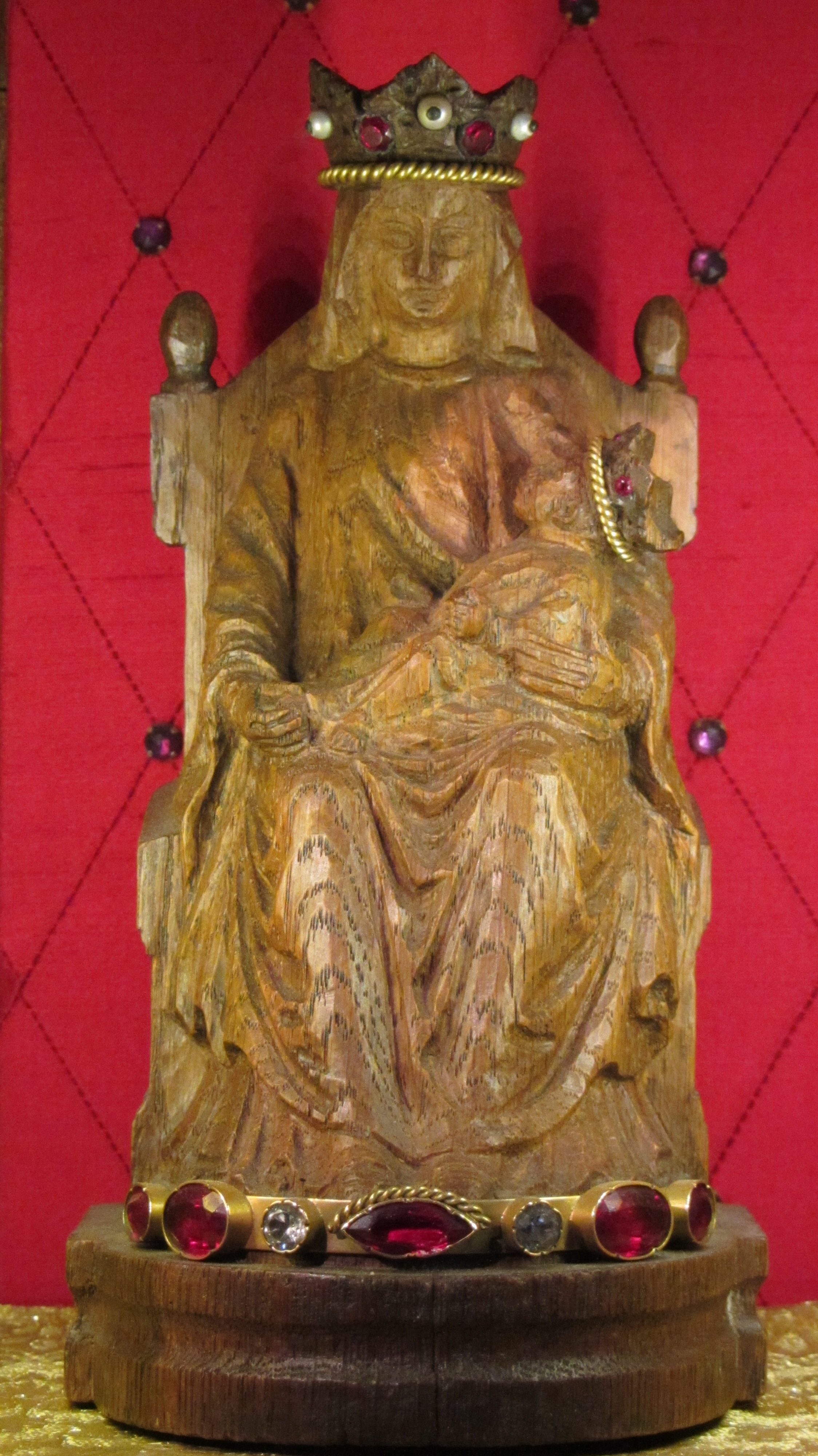
Das neue Gnadenbild
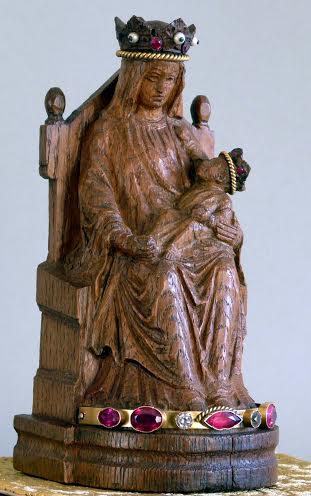
Das neue Gnadenbild im Halbprofil

### Darstellung
Durch die Jahrhunderte wurden immer wieder Berichte von Wundern und Wunderheilungen über das Vinnenberger Gnadenbild geschrieben. Entsprechend prominent wurden sie auch in der Kapelle dargestellt. Bis zum Zweiten Weltkrieg war das Gnadenbild Teil eines Altars. Zwischen 1965 und 1990 wurde es in einer großen Monstranz aus Metall dargestellt. Danach, weil das Gnadenbild nicht gut erkennbar war, fertigte man einen hölzernen, gotischen Schaukasten in Form eines Tabernakels an. Außerdem rückte das Gnadenbild vom hinteren Chorraum an die linke vordere Seite.

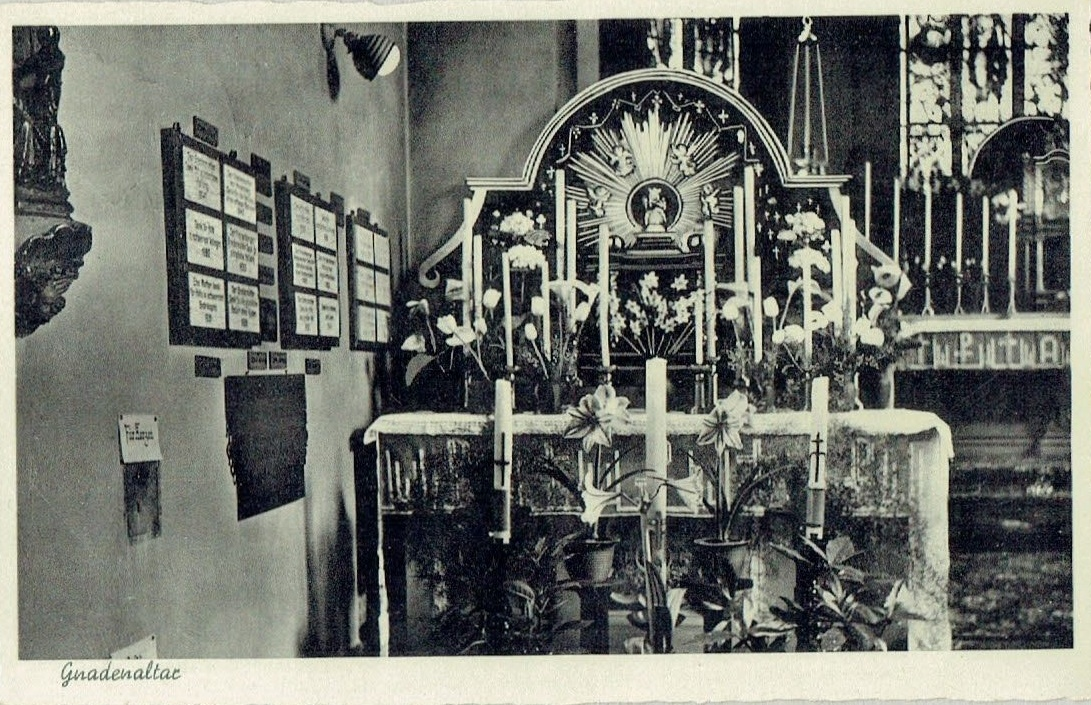
Das Gnadenbild in der Monstranz 1921
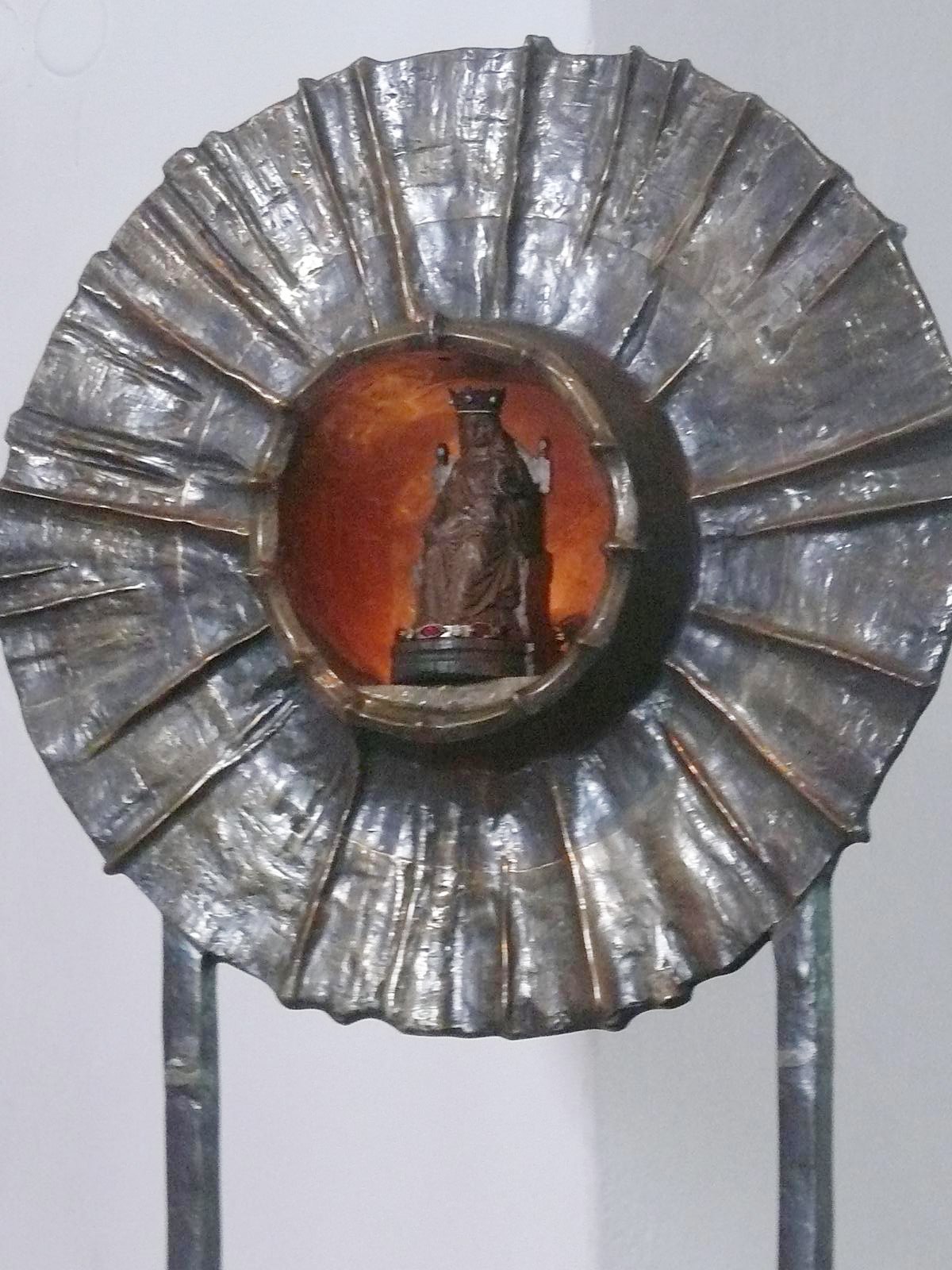
Das Gnadenbild in der Monstranz, 1970er bis 1980er Jahre
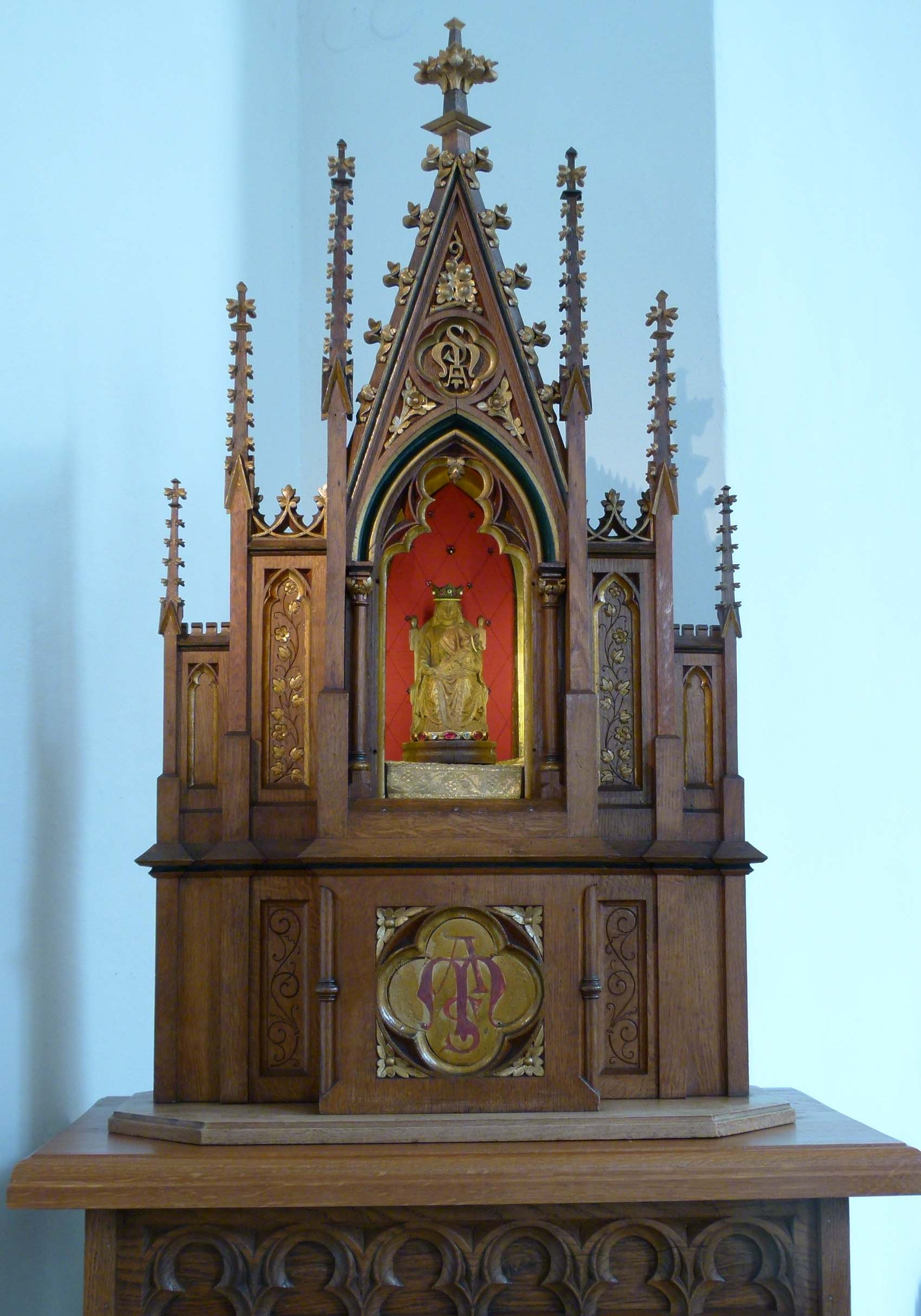
Die gegenwärtige Darstellung des Gnadenbildes

## Geschichte
Das genaue Datum der Erstellung ist nicht bekannt. Aufgrund der Bemalung vermutet man die Entstehungszeit in der zweiten Hälfte des 13. Jahrhunderts. Als im 16. Jahrhundert zwei verheerende Feuer die Klosterkirche niederbrannten, soll das Gnadenbild auf wundersame Weise außerhalb der Kirche auf dem als „Paradies“ bezeichneten Bleichplatz des Klosters gefunden worden sein. 1654, nach dem Dreißigjährigen Krieg, wurde durch die Äbtissin Anna Maria Plönies, wohl um die Insolvenz des Klosters abzuwenden, die Vinnenberger Wallfahrt begründet. In den Wirren der Säkularisation muss dem Gnadenbild der Kopf abgeschlagen worden sein; er wurde in der ersten Hälfte des 19. Jahrhunderts durch eine Darstellung aus der Spätromantik ersetzt. Das Gnadenbild wurde in dieser Zeit von 1810 bis 1831 von der Pfarrgemeinde in Füchtorf in Obhut genommen. 1879 wurden dem aus Haltern stammenden Kaplan Bernhard Billmann aus Milte die im Kulturkampf gesperrten Gehälter ausgezahlt. Da sich der Kaplan während dieser Zeit durch Spenden der Bevölkerung über Wasser halten konnte, spendete er das ausgezahlte Geld nach Vinnenberg. Damit wurde zum ersten Mal das Gnadenbild von der ausgeblichenen Votivbekleidung befreit und fachkundig, wahrscheinlich durch den Bildhauer Fritz Ewertz (1860–1926), restauriert.
Kurz nach der Vertreibung der Schwestern im Dritten Reich 1941 nahm Clemens August Graf von Galen das Gnadenbild der Muttergottes vom Himmelreich zu sich und stellte es im Bischöflichen Palais auf seinem Schreibtisch auf. Beim unerwarteten Luftangriff am 10. Oktober 1943 um 15 Uhr stand es auch dort und ist wohl, wie das Palais, ein Opfer der Flammen geworden. Der Bischof beauftragte unmittelbar vor seinem plötzlichen Tod, um den Kriegsverlust zu ersetzen, 1946 die Werkstatt von Franz Guntermann in Münster mit der Anfertigung einer neuen Statue. Dieser wiederum leitete den bischöflichen Auftrag an seinen Assistenten, den Füchtorfer Bildhauer Josef Picker weiter. Picker nutzte für die Erstellung die alten Vorlagen des Gnadenbildes, ohne auf eine eigenständige Neuinterpretation zu verzichten. 1952 wurde das neue Gnadenbild nach einer Petition des Bischofs Michael Keller anlässlich des 700-jährigen Bestehens des Wallfahrtsortes offiziell vom Vatikan anerkannt.